# Кириллов монастырь (Великий Новгород)
Кириллов монастырь  — разрушенный монастырь в Великом Новгороде. Мало-Кириллов монастырь основан в 1196 году, находился в Новгородском районе, в 1,3 км от села Спас-Нередицы, на острове Селезневе, между протоками Малый Волховец и Левошня, в 3,5 км от Великого Новгорода по зимней дороге на Москву.

## История

### С 1196 до 1920-х годов
Началом монастырю послужила созданная на этом месте каменная церковь в 1196 (по некоторым данным в 1185 г.) в честь святых святителей Кирилла и Афанасия Александрийских, которая была создана на острове Нелезне (др. — Селезнев, Журавья горка; устар. знач. «непроходимый», «труднодоступный»), по заказу братьев Константина и Дмитрия, новгородским мастером Коровом Яковичем:
Заложиста церковь камену святого Кирилла в монастыре в Нелезени Костянтин и Дмитр, братеника (а мастер бяше) Коров Якович с Лубяней улице, начаша ю делати априля, сконцяша июня в 8, на святого Прокопия; и святию владыко Мартурии генваря в 12, и бысть радость крестианом, а Костянтину и Дмитру вечная память
Эта каменная церковь была на два года старше самой Нередицы и была освящена 12 января архиепископом Новгородским Мартирием. В 1754 году церковь была разобрана по нижние окна и произведена пристройка и надстройка, над древним объёмом храма, которая была увенчана 5 главами с четырёхскатным завершением. Перестроенная церковь была освящена 17 (28) января 1756 года архимандритом Павлом (Конюскевичем), настоятелем Юрьева монастыря. Также в храме имелся северный придел в честь Леонтия Ростовского, не позднее 1562 года, который был вновь освящен 1 (12) октября 1756 года, после перестройки церкви (пристройки паперти с западной и южной сторон), архимандритом Дамаскиным, настоятелем Иверского монастыря на Валдае. 21 января (1 февраля) 1787 года в монастырь были перенесены, архимандритом Афанасием (Волховским), нетленные мощи преподобного Арсения Новгородского и положены в церкви во имя святителей Афанасия и Кирилла Александрийских. 4 (15) сентября 1793 года в храме был освящен, архимандритом Иакинфом из Юрьева монастыря, созданный правый придел во имя преподобного Арсения Новгородского, куда были перенесены его мощи. Новая перестроенная церковь была освящена 17 (28) января 1796 года.
Монастырь особо почитался, с 9 июня 1238 года, когда в день памяти Кирилла Александрийского, в 100 верстах от Новгорода у Игнач-креста, остановилось движение татарских отрядов. В XVI веке монастырю полагалось в год жалование на игумена, диакона и пономаря, которое составляло 5 рублей 25 алтын и 4 деньги. Монастырь претерпевал ущерб от многочисленных пожаров, разорений и перестроек. В 1386 году, при вступлении князя Дмитрия Донского в Новгородские приделы, монастырь был сожжен новгородцами. 28 ноября 1518 года, в результате пожара, сгорели 15 келий с трапезной и колокольней. Монастырь сильно пострадал при захвате Новгорода шведами, в 1611 году. По описи сделанной в 1615 году на территории монастыря имелись храмовые постройки: церковь в честь Афанасия и Кирилла Александрийских с тремя приделами в честь — Николая чудотворца, Бориса и Глеба, Покрова Божией Матери; деревянный трапезный храм в честь Леонтия Ростовского.
В 1726 году указанием архиепископа Новгородского Феофана определён игуменским монастырем первой степени.
В 1753 году построен двухэтажный настоятельский корпус в северной части монастыря. Рядом с Кирилловской церковью была сооружена каменная церковь Покрова Богородицы с папертью, трапезой и колокольней, которая была освящена 22 января (2 февраля) 1754 года, архимандритом Дамаскиным, настоятелем Иверского монастыря. Крыша церкви была покрыта железом в 1803 году. Ближайшим аналогом церкви является Новгородская церковь Георгия на Торгу.
До 1764 года монастырь имел приписанными 1237 крестьян с 1887 десятинами пахотной и сенокосной земли.После 1764 года монастырь относился к 3 классу, согласно которому монастырь имел в штате: игумена (150 руб.), казначея (22 руб.), 4 иеромонахов (13 руб. каждому), 2 иеродиаконов (13 руб. каждому), пономаря (10 руб. каждому), просфорника (8 руб.), квашника-хлебодаря (8 руб.), чашника (8 руб.). На монастырь отпускались средства в размере 806 рублей 3 копейки, взамен конфискованной собственности.
В 1776 году к монастырю приписали церковь Андрея Юродивого на Ситке. В 1780 построены западные «приворотные» кельи. До 1807 года вокруг монастыря имелось деревянное ограждение, которое в 1813 году заменено каменной оградой с башнями, из-за уничтожения деревянного ограждения разливом рек. С внешней стороны ограды располагался монастырский сад. В 1831 году переделан братский южный корпус, он стал двухэтажным. В 1835 году построен кирпичный сарай и ледник в юго-восточном углу монастырской территории, кроме того при обители существовал колокольный завод. 13 (25) марта 1866 года состоялось освящение, епископом Ладожским Аполлосом, новой серебренной раки, работы Ф. А. Верховцева, для мощей Арсения Новгородского. Монастырь занимал пространство 71 сажень в длину, 36 сажень в ширину, с востока на запад.

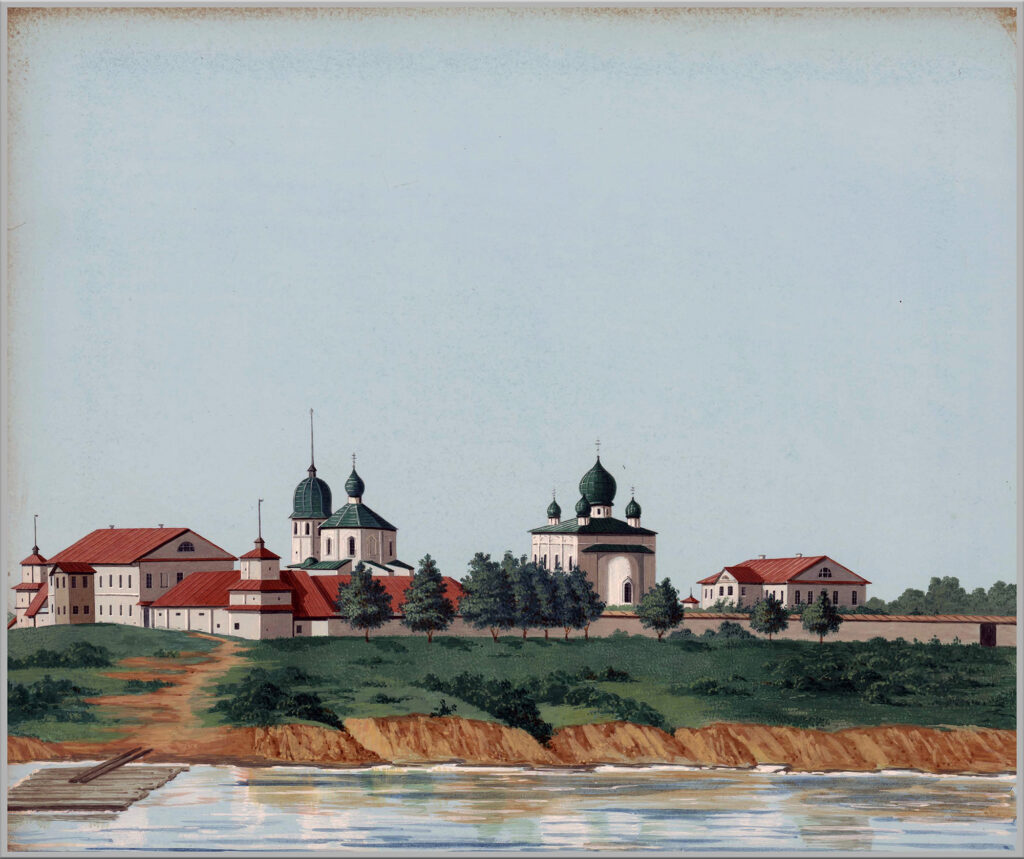
Вид Кириллова (Мало-Кириллова) монастыря, работа художника Владимира Седова. Вторая половина XIX века.
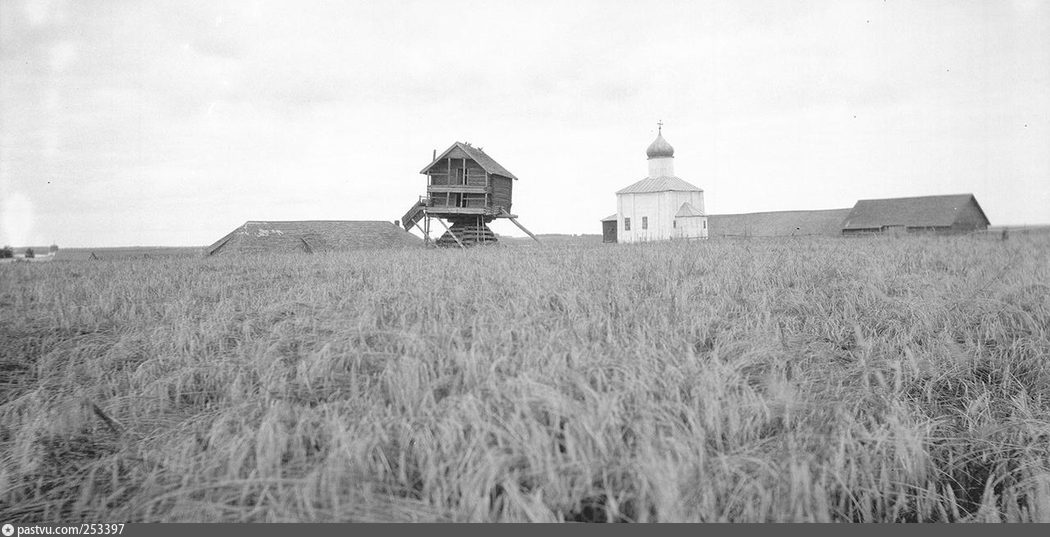
Церковь Андрея Юродивого на Ситке, 1917 г.
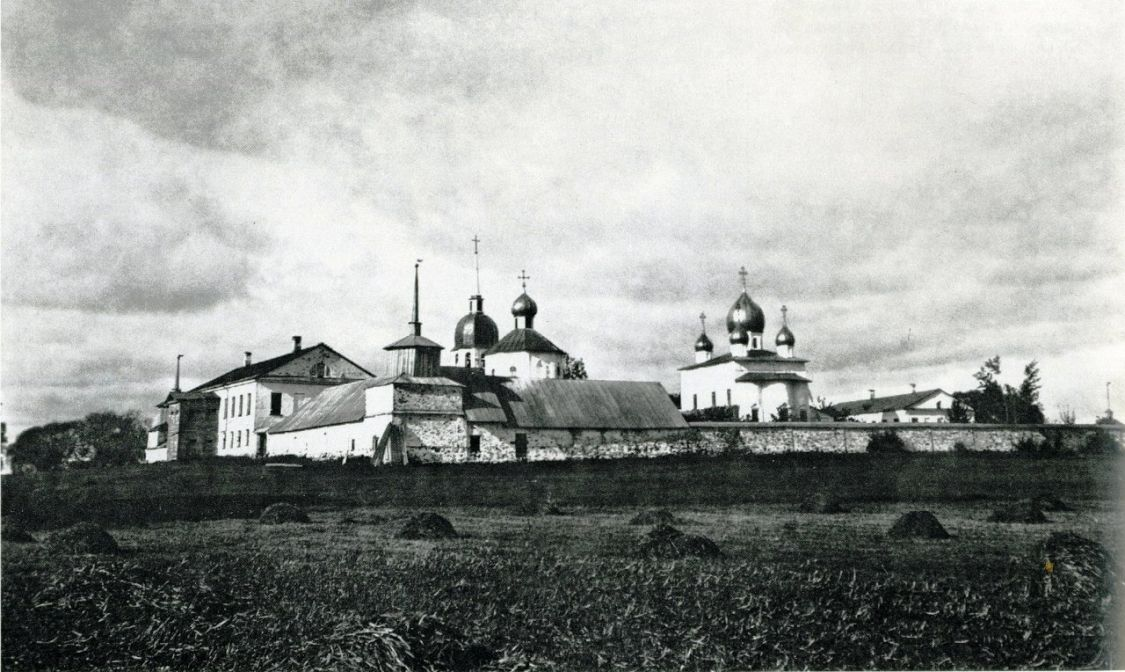
Кириллов монастырь. Общий вид. 1903-1915 гг.

### В 1920—1945 годах
В 1920 году монастырь был закрыт. В 1922 году наиболее ценное имущество было передано в Гохран и Новгородский музей. В 1932 году оба храма закрыты и переданы Новгородскому музею. Покровская церковь в 1934 году была разобрана.

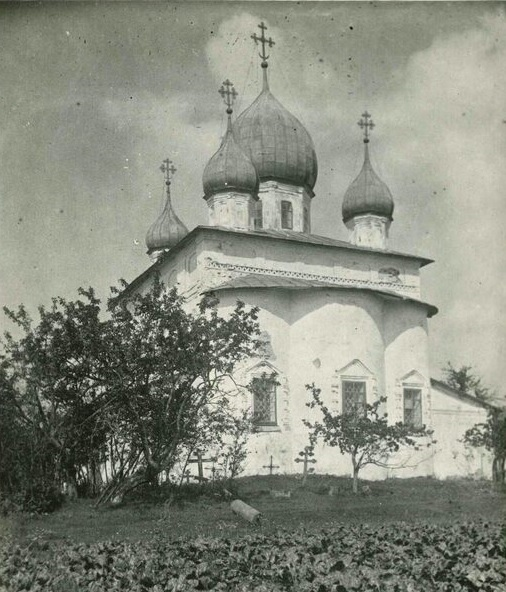
Кирилловский храм в Кирилловом монастыре Великого Новгорода. 1920-е
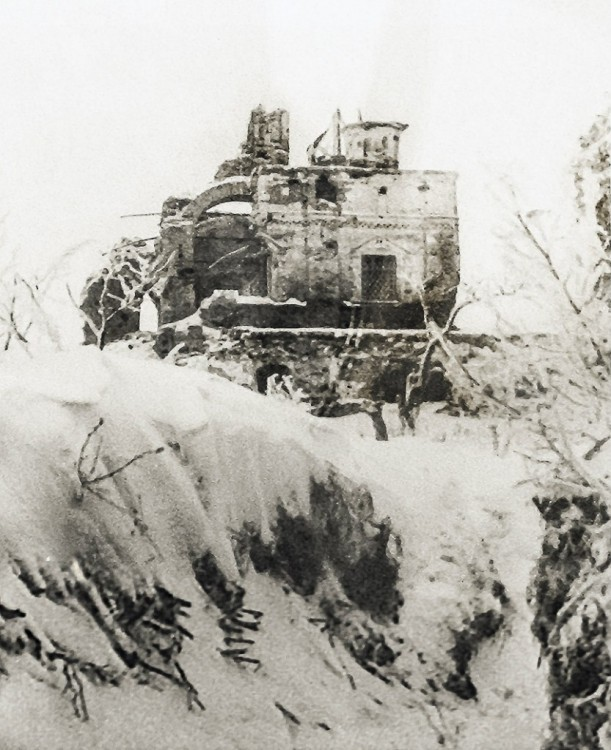
Развалины Кириллова монастыря в Новгороде в Великую Отечественную войну.
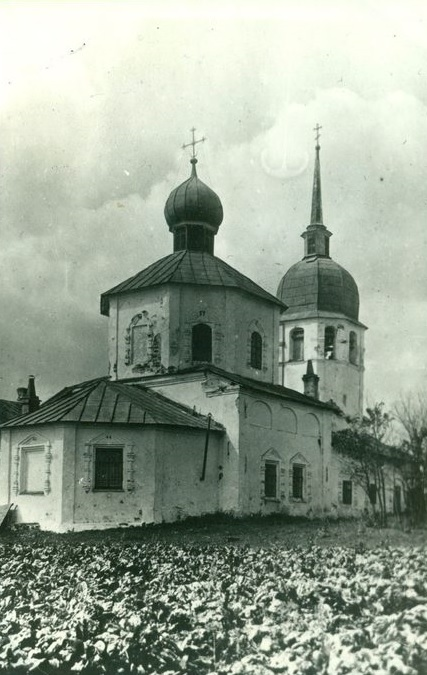
Покровский храм в Кирилловом монастыре Великого Новгорода. 1920-е

Монастырь сильно пострадал во время Великой Отечественной войны. На его территории находился укреплённый пункт воинского соединения «Голубой дивизии». Кирилловский храм был разрушен, как и сам монастырь, огнём артиллерии. В ночь с 24 на 25 августа 1941 года на территории монастыря погиб младший политрук Александр Панкратов.

### С 1945 по настоящее время
В послевоенное время остатки монастырских построек были разобраны на стройматериалы. 30 августа 1960 года была принято постановление о признании территории монастыря памятником федерального значения. В 1984 году на месте монастыря было открыто селище, найдена керамика XI—XIII веков и позднесредневековая посуда.

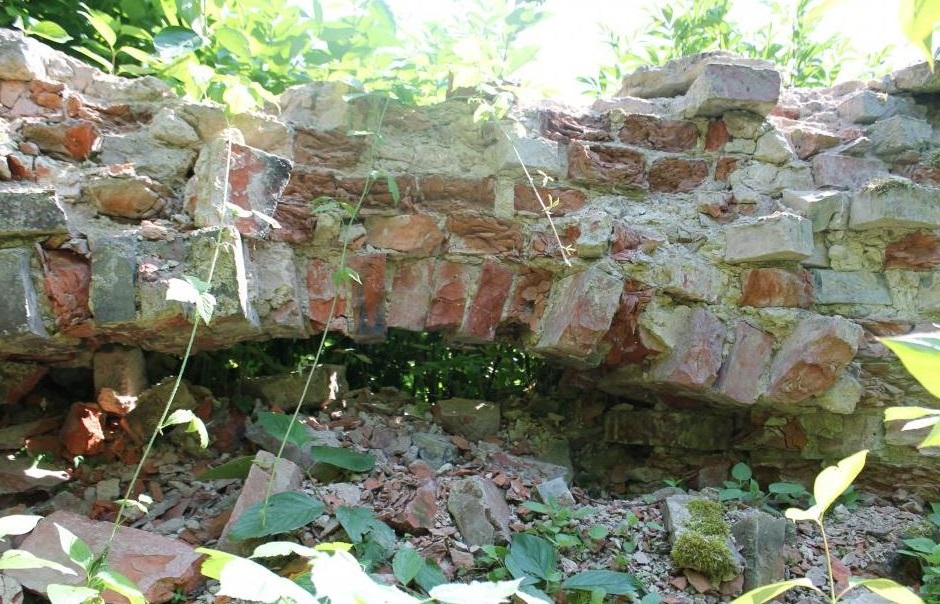
Развалины Кириллова монастыря (современный вид)
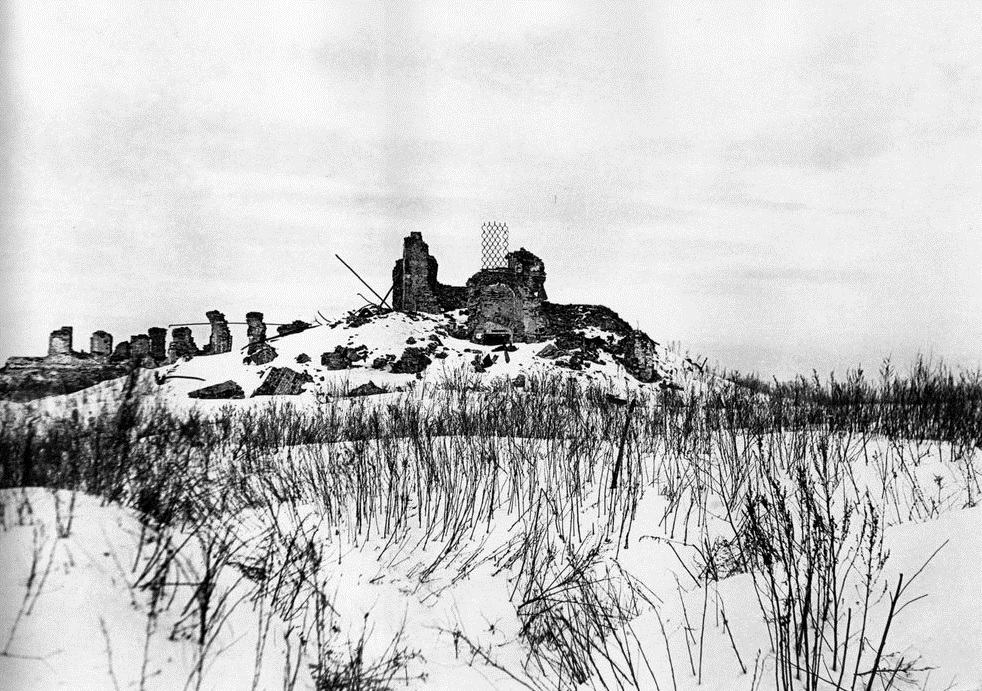
Кириллов монастырь Новгород. 1946 г.
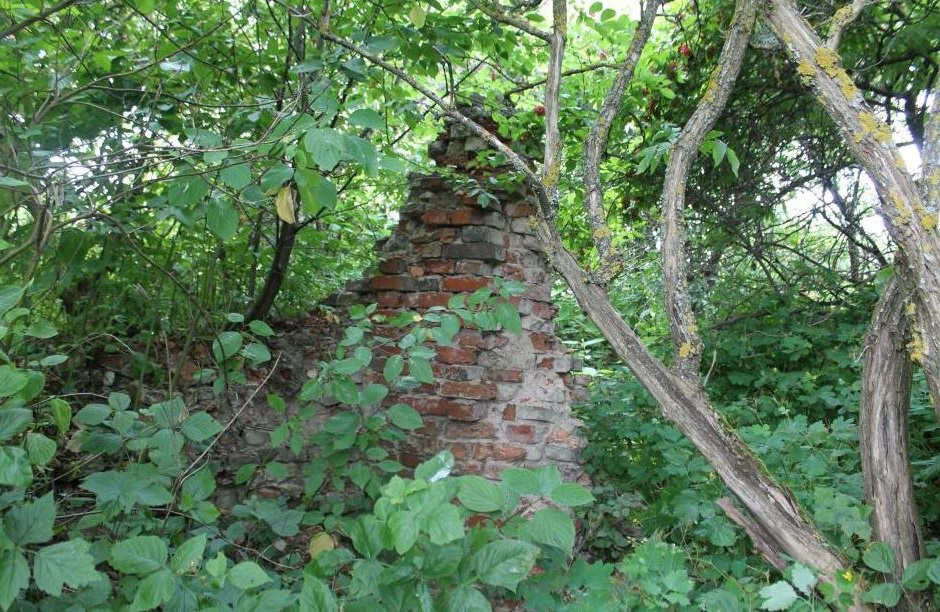
Развалины Кириллова монастыря (современный вид)

В настоящее время на поверхности заметны фрагменты кладки южного корпуса, хорошо видна юго-восточная угловая башня с примыкавшими к ней сараем для экипажей и ледником. От храмов остались заросшие всхолмления, однако в зарослях можно обнаружить остатки стен с оконными проёмами, решетки окон, металлические связи кирпичной кладки. До сих пор можно увидеть монастырский пруд в юго-западной части территории монастыря и фрагменты зимней дороги на Москву, проходившей через монастырь, юго-восточный фрагмент дороги приводит к переправе через Малый Волховец, где на правом берегу на вершине холма можно увидеть остатки церкви Андрея Юродивого, в 0,5 км к юго-востоку от монастыря.

## Архитектура церкви в честь Кирилла и Афанасия Александрийских
Кирилловская церковь по плану и объемно-пространственному решению близка церкви Спаса на Нередице. Сохранившиеся в нижних частях развалин стен и столбов фрески свидетельствуют о том, что храм был расписан изнутри. Она была построена в виде четырёхугольного квадрата. С восточной стороны выступал полукруг. В последующем полукруг был увеличен за счет каменных пристроек с трех строн. Кровля на четыре ската, по деревянным стропилам, была покрыта листовым железом и окрашена медянкой. Из неё выступали пять глав, которые тоже были обиты железом и покрашены медянкой. Яблоки и кресты на куполах вызолочены. Кресты резные с тремя малыми крестами на оконечностях и полнолуниями под ними. Вход в церковь с западной стороны через деревянное крыльцо и паперть. Внутри церкви четыре каменные четырёхгранные столбы на которых держится восьмерик. Церковь имела размеры: от горнего места до западной стены 6 саженей, из которых 2,5 занимала алтарная часть; в ширину 4 сажени 8 вершков. Толщина стен составляла 1 аршин 6 вершков. Главный алтарь с малыми приделами соединялся дверями, имелся вход в ризницу церкви, с левой стороны.
В северной стене церкви, под аркой, в деревянной золоченной раке с сенью находилась частица мощей Афанасия, епископа Александрийского, которые находились в деснице его образа на верхней доске.

## Ризница монастыря
В монастырской ризнице хранились ценные церковные предметы:
- Выносные слюдянные фонари с девятью главами и восьмиконечными крестами. На главах имелись звездочки.
- Митра с сребропозлащенным круглым верхом, 9 плащами и дробницами, опушкой из горностая (1704 г.). Сверху митры изображение Покрова Пресвятой Богородицы. На девяти плащах изображения: Деисуса, Божией Матери, Иоанна Предтечи, архангелы Гавриил и Михаил, апостолы Петр и Павел, святители Афанасий и Кирилл Александрийские. На девяти дробницах в углах изображения херувимов и серафимов. Между плащами и дробницами нанизаны простые камни и жемчуг. На обруче чеканная надпись:

лето 7212 (1704) году октября 2 дня состроена сия шапка в обитель Покрова пресвятыя Богородицы в Кириллов монастырь, по благословению преосвященного Иова, митрополита Великого Новгорода и Великих Лук, при игумене Александре с братией
- Сребропозлащенная чеканная лжица. На круглой ручке 4 чеканных лица. В ложке изображен пеликан, кормящий трех птенцов. Вокруг изображения имеются надписи. На обратной стороне лжицы имеются чеканные фигуры с надписями.

## Постройки на территории монастыря
1. Монастырский пруд[10].
2. Собор Кирилла и Афанасия (1196 г.)
3. Церковь Покрова Богородицы (1755 г.)
4. Братский корпус (2 этажа, 1831 г.)
5. Конюшенный сарай и ледник (1835 г.)
6. Братский корпус (1 этаж, «приворотный», 1780 г.)
7. Настоятельский корпус (1775 г.)
8. Каменная ограда с башнями (1813 г.)

## Настоятели
- игумен Онисим[3] 1196
- игумен Парфений[4] 1518
- игумен Антоний[6] 1558
- игумен Никифор[3] 1562
- игумен Ксенофонт 1586
- игумен Авраамий 1589
- игумен Алексей 1641
- игумен Александр[9] 1704
- игумен Иоиль[11] 1718
- игумен Иосиф 1727 и 1734
- игумен Викентий 1735
- игумен Афанасий 1736
- игумен Корнилий 1756
- архимандрит Алексий 1764
- архимандрит Иоанн 1767
- игумен Сергий 1774
- игумен Афанасий (Волховский) 1776—1781[12]
- игумен Порфирий (Симоновский) 1792
- игумен Мелетий 1795
- игумен Иосиф 1796—1799
- игумен Вениамин (Жуков) 10 августа 1799 — 15 марта 1800
- игумен Афанасий (Савинский)[13] 28 июля 1801 — 12 января 1804
- игумен Сильвестр (Суходольский) 25 марта — 1 июня 1804
- игумен Мисаил (Джуревский)[14] 1803—1810
- игумен Досифей (Немчинов) апрель 1823 — 19 марта 1826
- архимандрит Исаия (Виноградов) 1869—1872[15]
- игумен Димитрий ? — 1 июля 1881[16]
- игумен Вонифатий[17] 15 октября 1881[18]—1896[19]
- игумен Анатолий 1906[20]